# CinéMutins
 (septembre 2024).
CinéMutins est une plateforme de vidéo à la demande française engagée et coopérative créée en 2014 par Les Mutins de Pangée, composée essentiellement de films sur l’histoire sociale, l’histoire ouvrière et paysanne, les luttes sociales, les luttes anticoloniales, les luttes féministes, les luttes écologistes.
Elle propose des films documentaires et de fiction français et étrangers (diffusés éventuellement en version originale sous-titrée - VOST) par location à l'acte en streaming pendant 7 jours ou par achat définitif. Le site CinéMutins propose des collections éditorialisées, en lien avec les thématiques d’actualité ou avec un regard décalé. On y trouve également des vidéos en accès libre.

## Historique
En 2014, les Mutins de Pangée décident de lancer une extension VOD sur leur site pour essayer de donner une visibilité à certains films qui parfois tombaient dans l'oubli après une vie en salle et ainsi étendre leur ligne éditoriale.
Après quelques années de fonctionnement et pour améliorer le service, l'équipe des Mutins développe la plateforme en créant un site entièrement consacré à ce service
En juin 2020, la nouvelle plateforme CinéMutins est lancée.
Fin 2020, en raison du contexte sanitaire entraînant la fermeture des salles de cinéma, la plateforme devient partenaire de plusieurs festivals dont le Festival Cinéma et Droits de l’Homme 2021.
En 2021, première invitation dans l'émission #AuPoste du 14 mai de David Dufresne sur Twitch. Le réalisateur de Un pays qui se tient sage dévoile que CinéMutins est la deuxième plateforme VOD, juste derrière celle d'Orange en nombre de locations VOD pour son film.